# Dimitri Nikulenkau
Dimitri Nikulenkau, en biélorusse : Дзмі́трый Нікуле́нкаў, né le 12 juillet 1984 à Minsk, est un joueur international puis entraîneur biélorusse de handball. Il évoluait au poste de demi-centre.

## Palmarès

### En club
compétitions nationales
- champion de Biélorussie (11) : 2003, 2009, 2010, 2011, 2012, 2013, 2014, 2015, 2016, 2017, 2018
- Vainqueur de la Coupe de Biélorussie (8) : 2003, 2010, 2013, 2014, 2015, 2016, 2017, 2018
- Vainqueur de la Coupe de Pologne (1) : 2006